# Xerophilaspis prosopidis
Xerophilaspis prosopidis är en insektsart som först beskrevs av Cockerell 1895.  Xerophilaspis prosopidis ingår i släktet Xerophilaspis och familjen pansarsköldlöss. Inga underarter finns listade i Catalogue of Life.